# Hogna mabwensis
Hogna mabwensis este o specie de păianjeni din genul Hogna, familia Lycosidae, descrisă de Roewer, 1959.
Este endemică în Congo. Conform Catalogue of Life specia Hogna mabwensis nu are subspecii cunoscute.